# アルファロメオ・スパイダー
スパイダー（Spider）は、イタリアの自動車メーカー・アルファロメオがかつて製造していたオープンカーである。
1993年までのモデルはアルファロメオ・ジュリアのシャシーを用いた独自のデザインのモデルであったが、その後のモデルはアルファロメオ・GTV、アルファロメオ・ブレラのルーフを切り取ったオープン版で、キャビン以外はベース車とほぼ共通設計である。各車ともカロッツェリア・ピニンファリーナの車体製造となっている。

## 初代（1966年 - 1993年）
アルファロメオ・ジュリア（105系）をベースとしたオープンモデルとして、ジュリア・スプリントGTVの1,570cc/109馬力エンジンを与えられて1966年のジュネーブ自動車ショーでデビュー。ジュリアの名は与えられず、「アルファロメオ1600スパイダー・デュエット」と命名された。デザインは先代のアルファロメオ・ジュリエッタ・スパイダー同様、カロッツェリア・ピニンファリーナであったが、息子のセルジオに後を譲る直前のバッティスタ・ファリーナが手がけた最後のプロジェクトであった。デュエットのデザインの源流は1959年のプロトタイプ「3500スパイダー・スーペルスポルト」、1961年の「ジュリエッタSSスパイダー・スペチアーレ・エアロディナミカ」まで遡ることができる。
1967年にはベースが1750に変わり、1,779cc/118馬力エンジンとなり「1750スパイダー・ヴェローチェ」に改称された。1968年にはGT1300ジュニアと同じ1,290cc/89馬力の「スパイダー1300ジュニア」が追加された。1750とはヘッドライトのアクリル製カバーやホイールキャップがないことで識別される。このモデルは1967年の映画「卒業」で、ダスティン・ホフマン演じる主人公の愛車として使われ、映画のヒットとともに広く知られることとなった。
1970年には大幅なマイナーチェンジを受けた。最大の変化は、ボディ後端が下がった従来のボートテールから直線的なカムテールに変更されたことであり、トランクスペースが拡大された。また、フロント周りのデザイン変更、より直立した大型のウィンドースクリーン、吊り下げ式のペダル、クラッシュパッドが入った新しいダッシュボードなども与えられた。
1971年には1750が1,962ccの2000に発展したことを受けて、「2000スパイダー・ヴェローチェ」が1750に代わって登場した。翌1972年には1300と2000の中間車種として、1,600cc版が「スパイダー1600ジュニア」として、1300と同じ簡素な外装で再登場した。1974年には一時的に、ルーフの一部のみが脱着式の「スパイダー・タルガ」が2,000台弱生産された。
1300は1974年に、2000は1975年に、小さなリアシートが追加されて2+2化された。1300は1977年に生産中止された。また、1974年以降の対米輸出車には大きなゴム製の衝撃吸収バンパーが装備されたほか、排気ガス対策により性能が大幅に低下した。当時の日本へ輸入されたのもこの仕様である。
1983年、スパイダーには13年ぶりの大きなマイナーチェンジが施された。フロントグリルと一体化した大型バンパー、リアスポイラーと一体化した大型リアバンパー、大きなテールランプ、一新されたダッシュボードなどが装備された。車名は「アルファロメオ・スパイダー」に単純化された。エンジンは1,570cc/104馬力と1,962cc/128馬力の二種類があった。
1986年には流行のエアロパーツを装備し、1,962cc/132馬力に強化された「クアドリフォリオ・ヴェルデ」(Quadrifoglio Verde) と、シンプルな「グラデュエイト」（映画からの命名）にグレードが分けられた。シリーズ3から本革シートやエアコンも装備可能となり、すでにスポーツカーとしてはエンジン、シャシーとも時流に遅れていたことから、雰囲気とスタイルを楽しむパーソナルカーとしての性格が強まっていく。

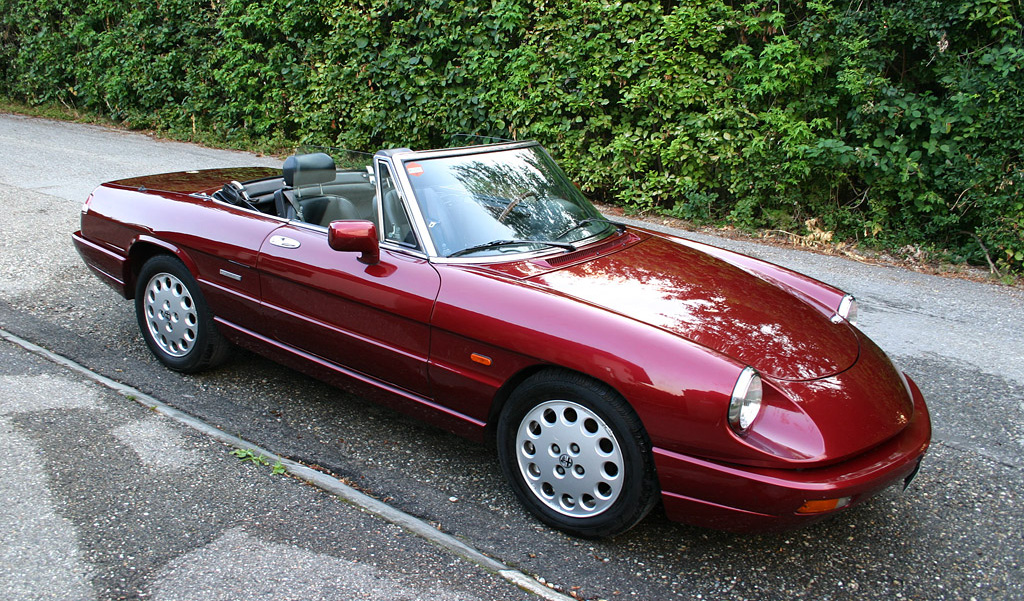
シリーズ4

1990年に最後のマイナーチェンジ。従来の対米輸出車に加え、EU向けに燃料噴射エンジンが与えられた。ノーズとテールを中心にスタイリングが改められ、特にテールデザインはヒット作となっていた164と共通のイメージとなった。ダッシュボードは豪華なものに一新され、パワーステアリングが標準装備となり、運転席エアバッグも装備された。3速オートマチックも選択可能となった。エンジンは1,962cc/126馬力（対米仕様は120馬力）となり、グレードは基本モデルの「スパイダー」と、軽合金ホイールや本革シート・エアコンが与えられた上級版「スパイダー・ヴェローチェ」の2種があった。
1993年をもって、27年間続いた初代モデルは生産を終了した。なお、シリーズ4スパイダーにはイタリア、ギリシャ、ポルトガルを販売地域とする1,600cc/109馬力キャブレターエンジンを搭載するモデルが存在する。

## 2代目（1994年 - 2006年）

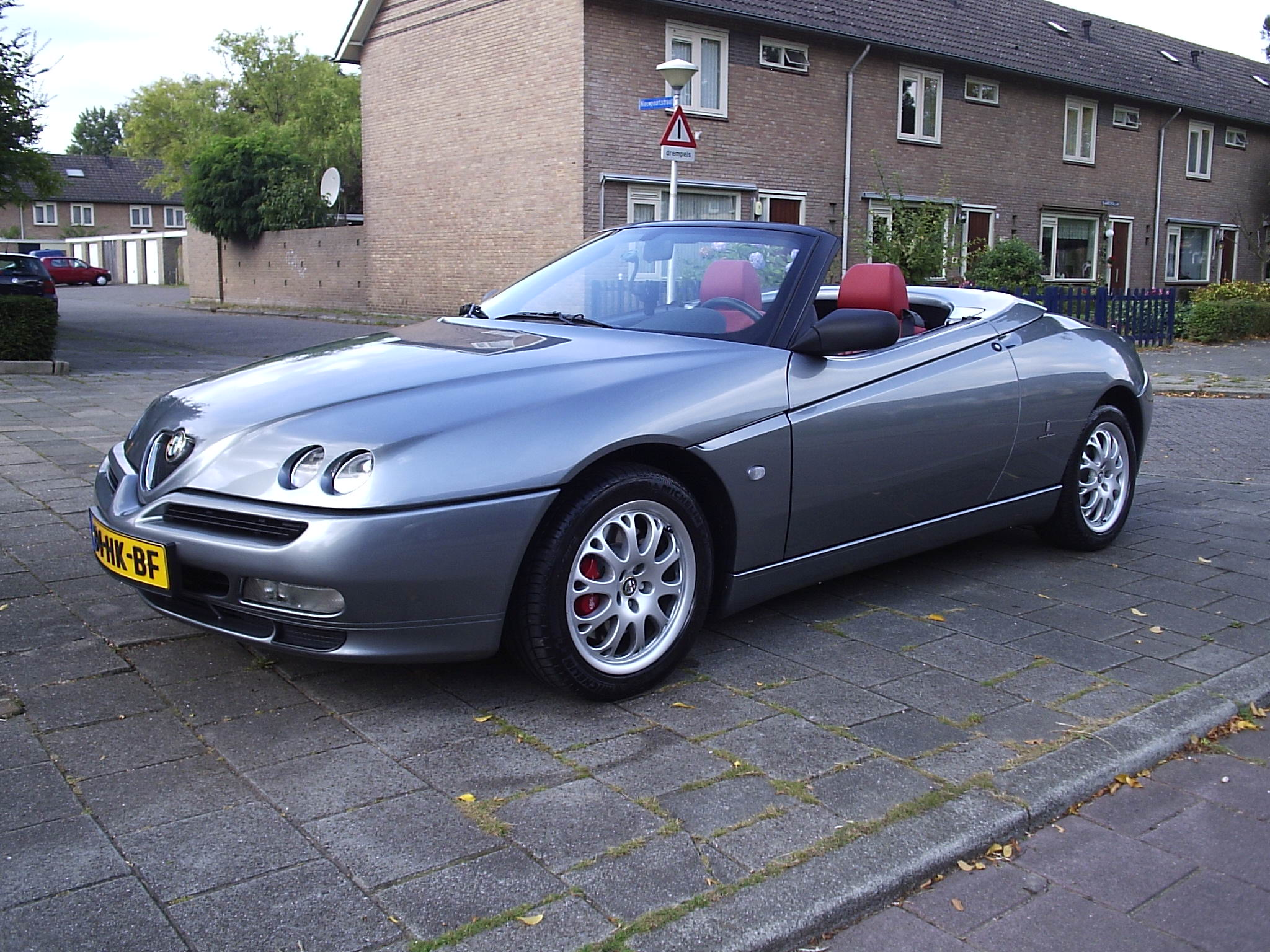
2代目

形式名916。デザインと車体製造はピニンファリーナで、当時の開発責任者エンリコ・フミアの作品である。プラットフォームはフィアット・ティーポなどと同じ「ティーポ2」となり、横置きエンジンの前輪駆動車となった。

## 3代目（2006年 - 2010年）

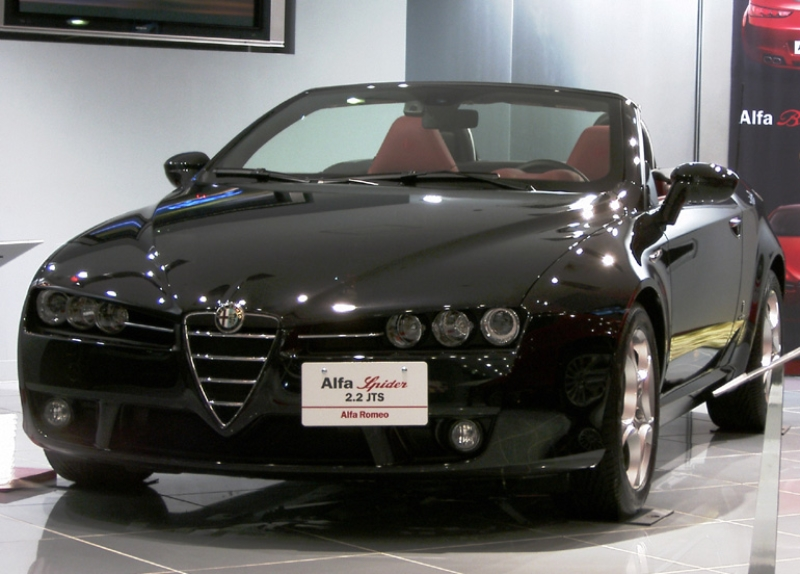
3代目

形式名939。GTVのモデルチェンジに伴い、スパイダーも変更された。ブレラはジョルジェット・ジウジアーロのデザインであるが、オープンモデル化はアルファロメオとピニンファリーナの共同作業で行われ、生産は引き続きピニンファリーナが担当する。V6エンジン車にはQ4と呼ばれるフルタイム四輪駆動システムが与えられ、本国ではディーゼルエンジン車も存在する。

## 日本への輸入
伊藤忠オート、日英自動車、大沢商会から現在の「アルファロメオジャパン」に至る各社が継続的に輸入販売を行っている。1980年代半ば、一時的に輸入代理店がなくなり、並行輸入が行われていた。